# ブガッティ・サーキット
ブガッティ・サーキット（Circuit Bugatti）は、フランスのル・マンにあるサーキットである。

## 概要
非常設の公道コースである「サルト・サーキット」（全長13.626km）内に常設型ショートコースとして1966年に増設された。ル・マン24時間レース（4輪）はサルト・サーキットをフルコースで使用するのに対して、ル・マン24時間ロードレース（2輪）はブガッティ・サーキットを用いて開催される。
サルト・サーキットとの併用する区間は、ターン14"Reccordement"からターン5"La Chapelle"までと、ピットレーンやパドックなどの諸設備である。
1967年にはF1のフランスGPが開催された。F1の開催はこの1度のみで、以降はポール・リカール・サーキットやマニクール・サーキットで行われている。また、ロードレース世界選手権のフランスGPでは1967年からポール・リカールなどと交互に行われていたが（1991年はフランスGPをポール・リカールで開催したが、ブラジルGPが安全上の問題でキャンセルされたことで代替で「ル・マンGP」として開催）、2000年以降は毎年ブガッティへ固定されている。

## コースの特徴

ブガッティ・サーキット（灰色）とサルト・サーキットのレイアウト

2013年現在のコースは全長4,185m・幅13mで、左コーナーが5つ、右コーナーが9つの合計14のコーナーでレイアウトされる。高速コーナーの「ダンロップカーブ」（ターン1・ターン2）以外は中低速コーナーであり、コーナー間のストレートも非常に短い、典型的なストップ・アンド・ゴータイプのコースの一つとして知られている。トップスピードは低く、平均速度が比較的低いコースである。
コースレイアウトは安全性向上のために改修が数回行われている。主な改修箇所として前述のダンロップカーブの後半部分に「ダンロップシケイン」（ターン3・ターン4）を増設。高速コーナー「Le Musée」（ターン7〈旧ターン3〉）を中速コーナーに変更するなどである。コースの改修を繰り返したため、テクニカルコースの色合いが強くなっている。
メインストレートは450m、バックストレートが674mと共に短い。トップスピードは、メインストレートを抜けてダンロップカーブの進入中に計測される。2013年現在のレコードは、MotoGPクラスがエクトル・バルベラが2013年に記録した309.1km/h、Moto2クラスではマルク・マルケスが2011年に記録した263.5km/hである。
気象の関係で路面を荒くする必要があり、グリップが薄いのか毎年転倒者が多い。ここに雨の追い打ちがかかると大混乱が起こり、2009年のGP125では完走15台、転倒17台と転倒者が完走者の数を上回り、同年GP250では完走者が14台で最低ポイントが2点となる珍事が起こっている。
ル・マン・アルナージュ飛行場がコースに隣接しており、レースのテレビ放送の際に、ダンロップシケインの横から軽飛行機が離着陸していることがある。

### 座標
- コントロールライン
- メインストレート (450m)
- 「Dunlop Curve」（ターン1）・ターン2）
- 「Dunlop Chicane」（ターン3・ターン4）
- 「La Chapelle」（ターン5・ターン6）
- 「Le Musée」（ターン7）
- 「Garage Vert」（ターン8）
- バックストレート (674m)
- 「'S' Chemin aux Boeufs」（ターン9・ターン10）
- 「'S' Bleus」（ターン11・ターン12）
- 「Reccordement」（ターン13・ターン14）